# ゴールドホーク・ロード
ゴールドホーク・ロード (Goldhawk Road) は、ロンドン西部にある道。この道は、シェパーズ・ブッシュの緑地、シェパーズ・ブッシュ・グリーン (Shepherd's Bush Green) を起点に、西へ延びている。沿道には多数の店舗、レストラン、事業所があり、シェパーズ・ブッシュ・グリーンの南側の縁を形作っている。

## 歴史

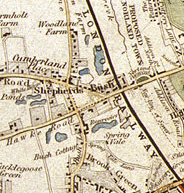
デイヴィーズによる1841年のロンドン地図に描かれたシェパーズ・ブッシュ付近

ゴールドホーク・ロードは17世紀なかばまで、ほとんど記録されるようなことはなかったが、最初に注目されたのは、この通りの家屋のひとつに、1657年に当時の護国卿オリバー・クロムウェル暗殺を何度か試みた円頂党 （議会派）の大物マイルス・シンダコム (Miles Sindercombe) が住んでいたことであった。シンダコムは護国卿を襲撃すべく、マスケット銃を枠に固定した装置を作成して使用することを計画していた。計画は失敗に終わり、シンダコムは死刑判決を受け、1657年に獄中で自殺した。シンダコムの住居であった家は1760年代に解体された。
1841年に作成されたロンドンの地図では、ゴールドホーク・ロードがシェパーズ・ブッシュ・グリーンの南の境界として表現されている。当時のシェパーズ・ブッシュ一帯は、まだほとんど未開発で農村的であり、同時期に急速な発展を遂げつつあったハマースミス (Hammersmith)と比べると、牧草地が広がり、いくつもの池や湖も残っていた。この地図には散在する建物も記されているが、ほとんどの家屋はウッド・レーン (Wood Lane)、カンバーランド・ロード（Cumberland Road、現在のアックスブリッジ・ロード）と、ゴールドホーク・ロードにあった。

### 鉄道

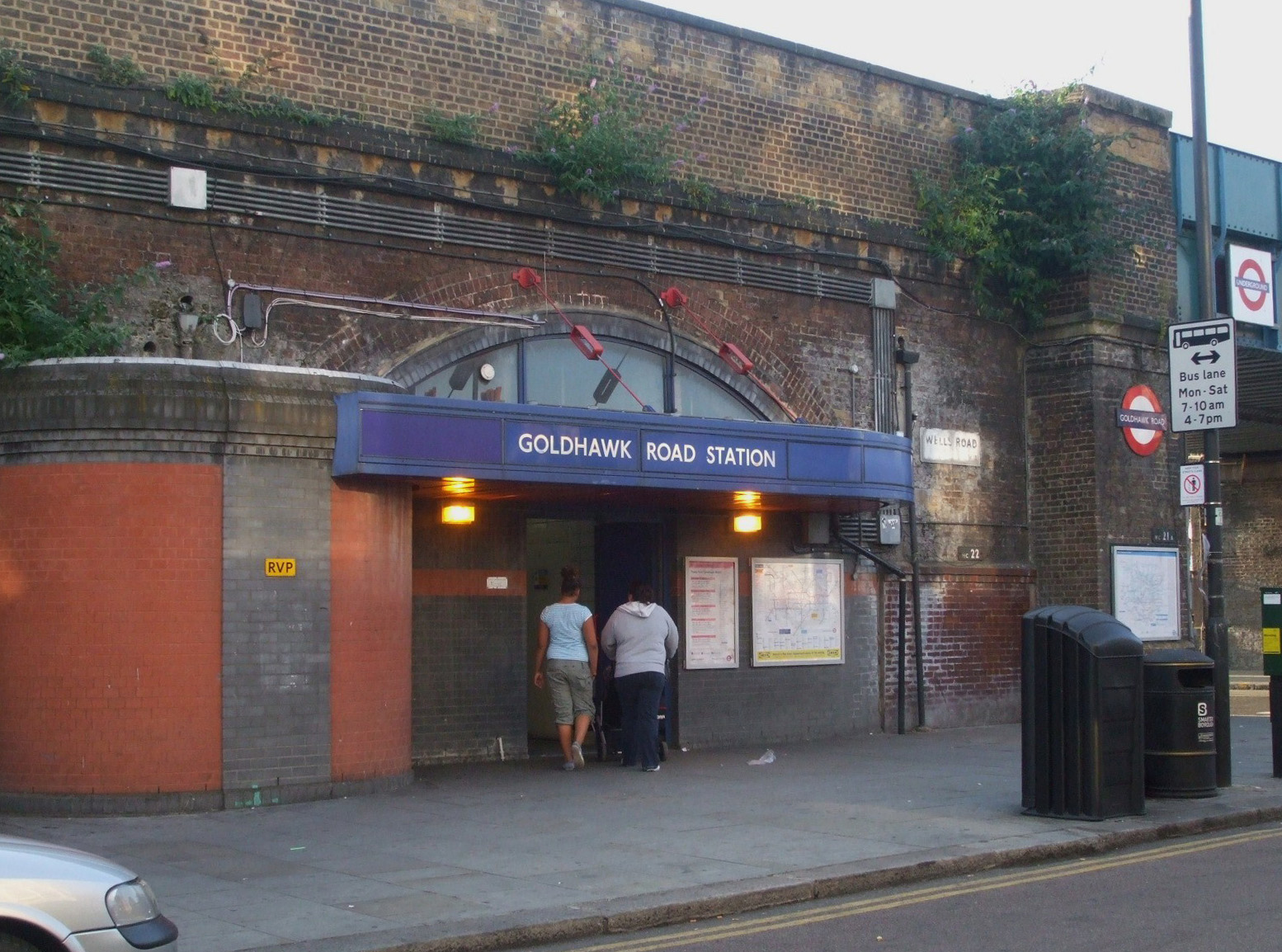
ゴールドホーク・ロード駅

1914年に開業したゴールドホーク・ロード駅 (Goldhawk Road station) は、ロンドン地下鉄の駅で、ハマースミス・アンド・フラム・ロンドン特別区にあり、ゴールドホーク・ロードの南側、シェパーズ・ブッシュ・グリーンから250mほど西に位置している。この駅にはサークル線とハマースミス&シティー線が乗り入れており、トラベルカード・ゾーン2に属している。路線は1864年に開業していたが、現在の位置に駅が新設されたのは、当時のシェパーズ・ブッシュ駅（現在のシェパーズ・ブッシュ・マーケット駅）が、当初立地していたアックスブリッジ・ロードとゴールドホーク・ロードの間から現在の位置に移設された、1914年4月1日であった。

## 将来
ハマースミス・アンド・フラム・ロンドン特別区当局は、デベロッパーのオライオン・シェパーズ・ブッシュ社 (Orion Shepherd's Bush Ltd) と提携して、シェパーズ・ブッシュ・マーケットを大規模に刷新・改良する再開発計画の一環として200戸ほどの集合住宅や家屋を建設しようとしている。この開発によって、ゴールドホーク・ロードの30番地から52番地にかけてのヴィクトリア朝の店舗多数が、48番地にある1899年から同じ家族が所有し続けて来たパイとマッシュの店を含め、一挙に撤去されることになる。この計画は物議を醸し、法廷に持ち出されており、2012年5月15日から18日にかけて聴聞が行われる。